# Xanthorhoe anaspila
Xanthorhoe anaspila är en fjärilsart som beskrevs av Edward Meyrick 1891. Xanthorhoe anaspila ingår i släktet Xanthorhoe och familjen mätare. Inga underarter finns listade i Catalogue of Life.

## Bildgalleri

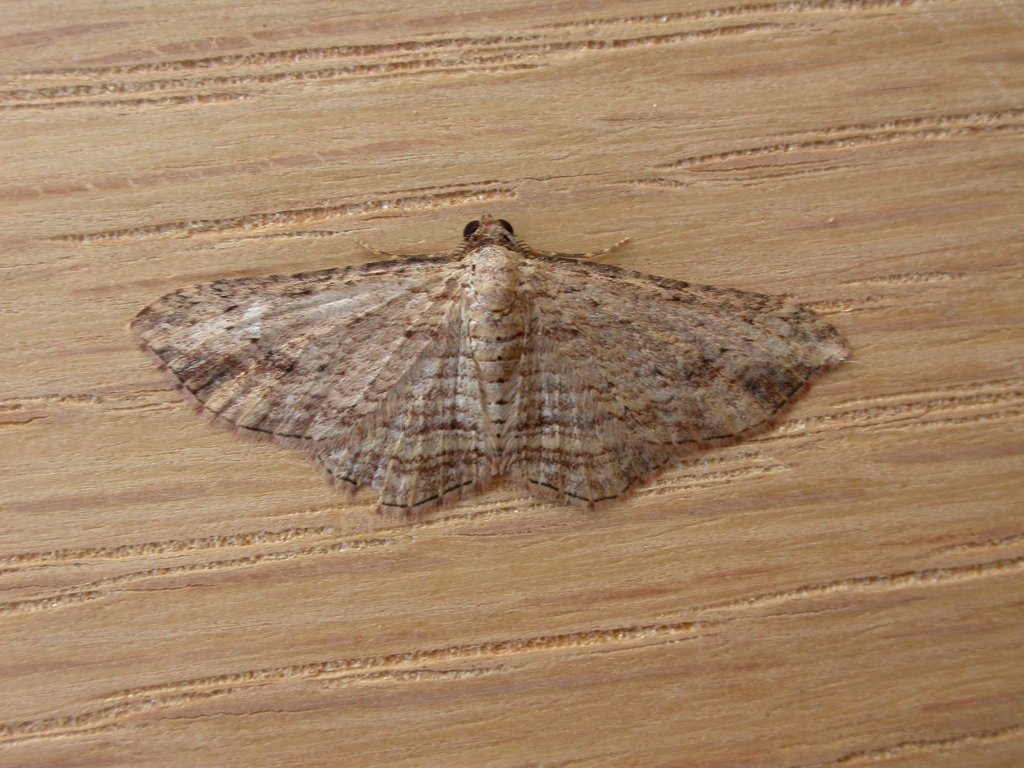